# スザンネ・バーナー
ズザンネ・バーナー（Susanne Barner）は、ドイツのフルート奏者。
ドイツ国民学習財団の奨学生として、カールハインツ・ツェラー及びオーレル・ニコレに師事。22歳の若さでフランクフルト放送交響楽団（現HRヘッセン州立交響楽団）に抜擢されフルート奏者として研鑽を積む。その後、ハンブルク三大オーケストラの一つハンブルク交響楽団（現ジェフリー・テイト指揮 Hamburger Symphoniker）の首席ソロ・フルーティストに在任する。
フルート第一奏者としてオーケストラと共に、ヨーロッパ各国に限らず、アメリカ、中国や日本を含む海外公演多数、日本全国ツアーでは東京サントリーホールにて演奏。ソリストとして、アンドレイ・ボレイコ、カルロス・カルマー、ギュンター・イェナ、クラウス・ペーター・ザイベルやジャン＝クロード・マルゴワールなどの有数な指揮者と共演。室内楽作品を西ドイツ放送、北ドイツ放送、ヘッセン州立放送にて収録。自然な高音質に拘り珍しい未収録のレパートリーを専門とする、ドイツの老舗MDGレーベルのゴールドシリーズにてアントニオ・ロセッテイとフリードリヒ・ウィットのフルートコンチェルトを収録。
ソロ・フルーティストとして積極的に室内楽に取り組み、ドイツを拠点として数々の高名なヨーロッパの音楽フェスティバルにて演奏活動を行う。室内学共演者にはガイ・ブラウンシュタイン（バイヨリン）、グザウィエ・ドゥ・メストレ（ハープ）、マーティン・フロスト（クラリネット）、チェン・ライスやアンナ・ネトレプコ（ソプラノ歌手）等と、現代を代表する音楽家の数々が挙げられる。
また、ハンブルク国立音楽大学でマイスタークラスを教授し、ハンブルク音楽院やインターナショナル・カレッジ・オブ・ミュージックICoMでの指導を通し、次世代フルーティストの育成にも精力的に貢献している。